# 熊彥臣
熊彥臣（1512年—？），字元直，江西南昌府新建縣民籍，南昌縣人，明朝政治人物。

## 生平
江西鄉試第三名舉人。嘉靖二十年（1541年），登進士第三甲第一百四十七名。選庶吉士，授翰林院檢討。

## 家族
曾祖熊瑄，贈監察御史 加贈知府；祖父熊達，曾任布政司左參政 進階中奉大夫；父熊鍵，曾任知縣。母高氏。具庆下。弟端臣、翰臣。